# 한국식품영양재단
한국식품영양재단은 식품의 영양과 문화적 가치를 높이고 식품산업 및 영양학의 발전에 기여함을 목적으로 2000년 6월 21일 설립허가된 대한민국 농림축산식품부 소관의 재단법인이다. 사무실은 서울특별시 마포구 공덕동 463, 현대하이엘 427호에 있다.